# 9 noiembrie
ianuarie • februarie • martie  • aprilie  • mai  • iunie  • iulie  • august  • septembrie  • octombrie  • noiembrie  • decembrie
9 noiembrie este a 313-a zi a calendarului gregorian și a 314-a zi în anii bisecți. Mai sunt 52 de zile până la sfârșitul anului.

## Evenimente

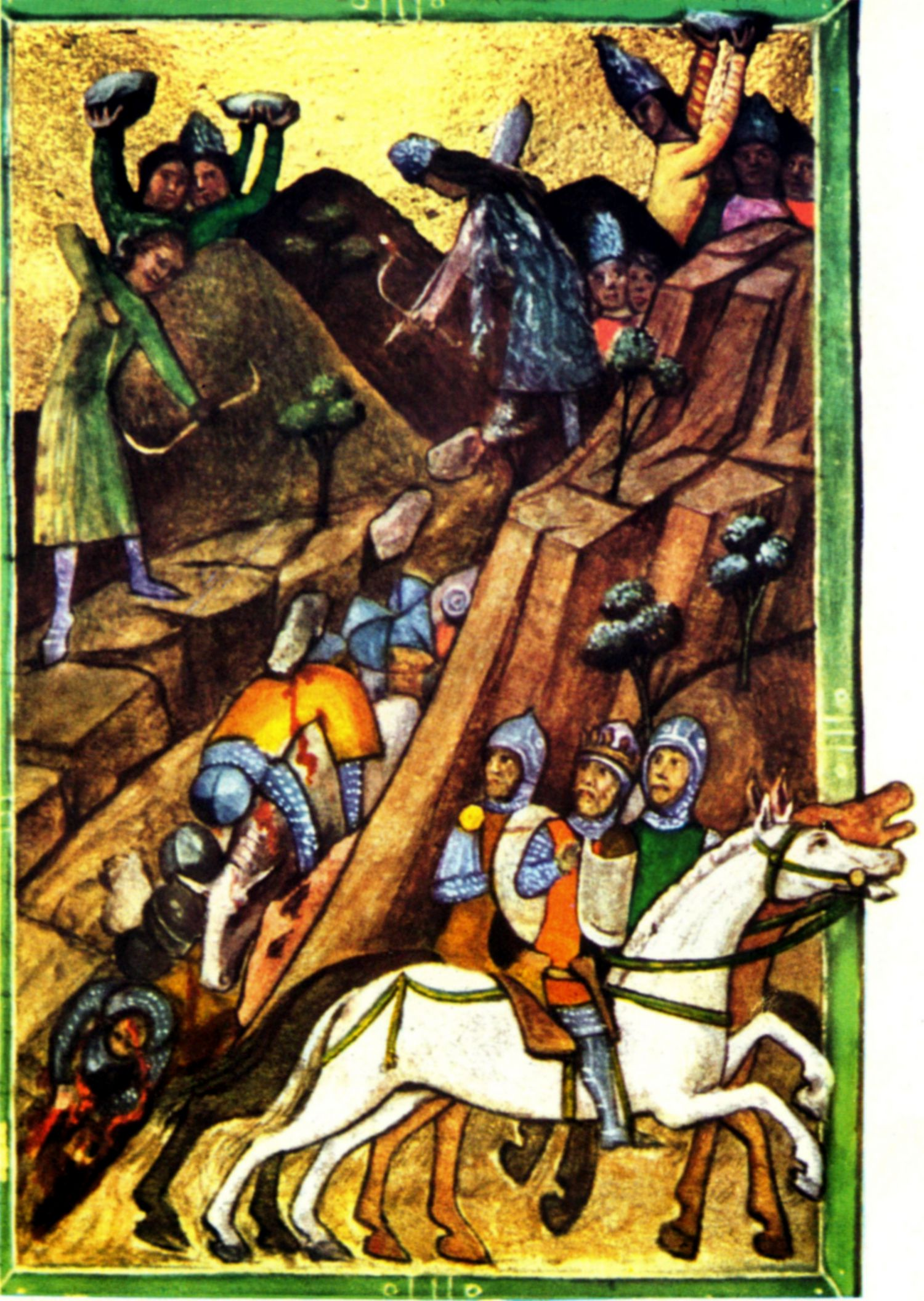
1330: În Bătălia de la Posada, Basarab I al Țării Românești învinge armata maghiară a lui Carol Robert de Anjou.

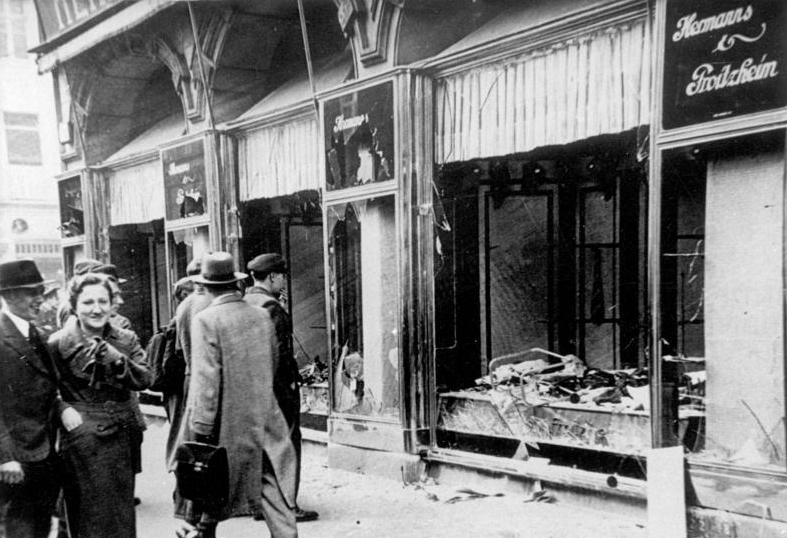
1938: Kristallnacht (Noaptea de Cristal).

- 1282: Papa Martin al IV-lea l-a excomunicat pe regele Petru al III-lea al Aragonului.
- 1330: În Bătălia de la Posada, Basarab I al Țării Românești învinge armata maghiară a lui Carol Robert de Anjou.
- 1376: Primele statute de breaslă păstrate din Transilvania. Ele aparțineau breslelor din Sibiu, Sighișoara, Sebeș și Orăștie.
- 1697: Papa Inocențiu al XII-lea fondează orașul  Cervia.
- 1799: Revoluția franceză: Napoleon Bonaparte, cu sprijinul fratelui său Lucien, conduce lovitura de stat ("18 brumar"), punând capăt Directoratului și devenind Prim Consul al guvernului consular. Instaurarea dictaturii burgheziei.
- 1857: Deputații pontași din Adunarea ad-hoc a Moldovei, în frunte cu Ion Roată, au depus o jalbă pe biroul Adunării, cerând, printre altele, desființarea "boierescului".
- 1877: Armata română cucerește reduta otomană de la Rahova.
- 1888: Criminalul londonez Jack Spintecatorul a ucis ultima lui victimă, pe nume Mary Jane Kelly.
- 1906: Theodore Roosevelt este primul președinte în exercițiu al Statelor Unite care a efectuat o călătorie oficială în afara țării. A făcut acest lucru pentru a inspecta progresul la Canalul Panama.
- 1918: Împăratul Wilhelm al II-lea abdică după Revoluția Germană iar Germania este proclamată Republică.
- 1923: La München, poliția și trupele guvernamentale înnăbușă „Puciul de la berărie”, condus de Adolf Hitler.
- 1938: Diplomatul nazist Ernst vom Rath moare de rănile provocate de gloanțele rezistenței luptătorilor evrei, un act pe care naziștii l-au folosit ca o scuză pentru a demara pogromul național cunoscut sub numele de Kristallnacht (Noaptea de Cristal).
- 1961: România a devenit membra a Organizației Națiunilor Unite pentru Alimentație și Agricultură (FAO).
- 1983: Directorul general al fabricii de bere Heineken, Alfred Heineken, și șoferul său sunt răpiți în Amsterdam. După trei săptămâni de captivitate, au fost eliberați după plata unei răscumpărări de 35 de milioane de florini olandezi (aproximativ 16 milioane de euro). Răpitorii au fost prinși în cele din urmă și au fost condamnați la închisoare.
- 1985: Garry Kasparov, 22 de ani, din Uniunea Sovietică, devine cel mai tânăr campion mondial de șah, învingându-l pe compatriotul sovietic Anatoli Karpov.
- 1989: Căderea Zidului Berlinului: După ce Schabowski, membru al Biroului Politic SED, a anunțat acordarea libertății de călătorie într-o conferință de presă difuzată la televiziunea RDG, mii de oameni se îngrămădesc la puncte de trecere a frontierei. Zidul Berlinului și celelalte granițe inter-germane se deschid pentru cetățenii RDG.
- 1993: Croații bosniaci au distrus podul Stari Most din Mostar, construit cu peste 400 de ani în urmă.
- 1994: Societatea pentru Cercetarea Ionilor Grei reușește pentru prima dată să producă elementul 110, denumit ulterior darmstadtiu, prin fuziunea nucleelor atomice de plumb și nichel.[1]
- 2007: Bundestag-ul german adoptă controversatul proiect de lege privind păstrarea datelor care impune stocarea „datelor de trafic de telecomunicații ale cetățenilor timp de șase luni”.

## Nașteri
- 1389: Isabella de Valois, regină consort a Angliei (d. 1409)
- 1717: Frederick al II-lea, Duce de Mecklenburg-Schwerin (d. 1785)
- 1723: Anna Amalia a Prusiei (d. 1787)
- 1799: Gustavus, Prinț Moștenitor al Suediei (d. 1877)
- 1811: Alexandru Hâjdeu, scriitor român din Basarabia, membru fondator al Academiei Române (d. 1872)
- 1812: Paul Abadie, arhitect francez (d. 1884)
- 1818: Ion Codru-Drăgușanu, scriitor român (d. 1884)
- 1818: Ivan Turgheniev, romancier, poet, dramaturg rus (d. 1883)
- 1840: Robert, Duce de Chartres, nepot al regelui Ludovic-Filip al Franței (d. 1910)
- 1841: Regele Eduard al VII-lea al Regatului Unit (d. 1910)

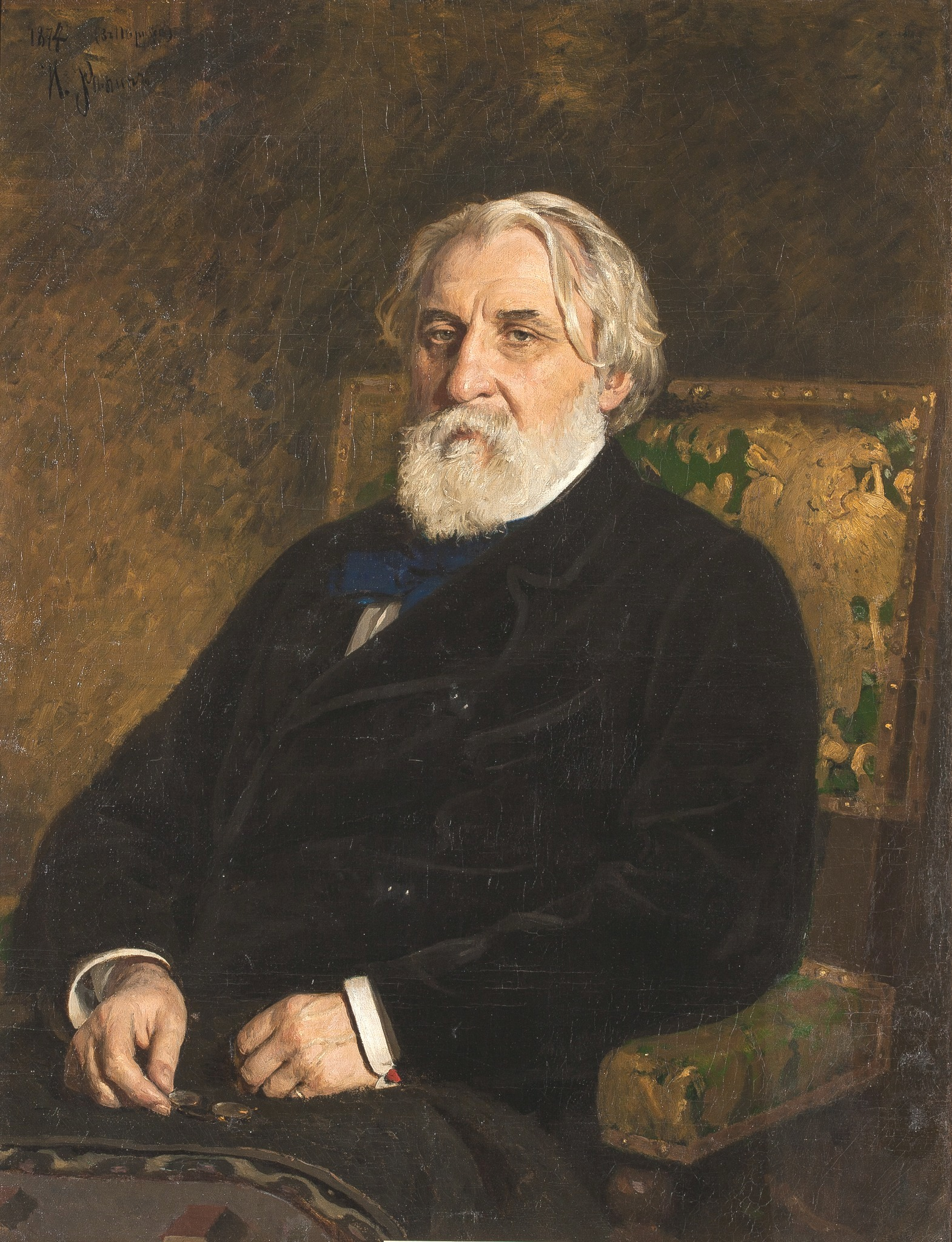
Ivan Turgheniev, dramaturg rus
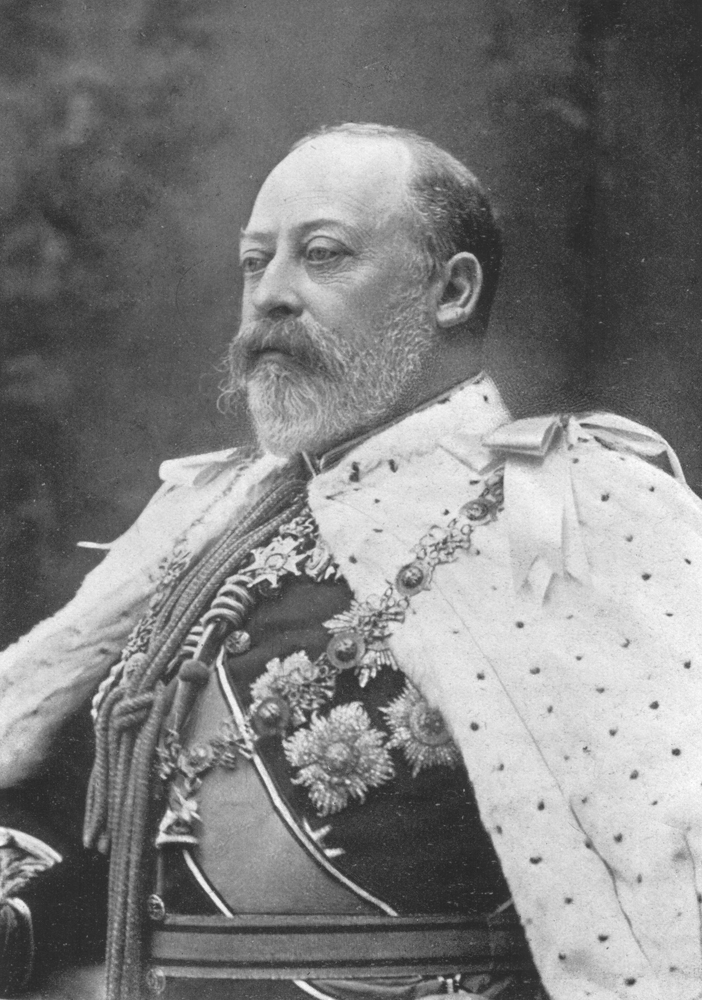
Eduard al VII-lea al Regatului Unit
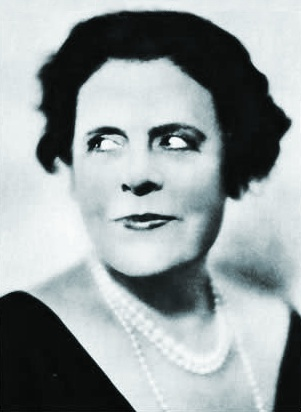
Marie Dressler, actriță canadiano-americană

- 1868: Marie Dressler, actriță și cântăreață canadiano-americană (d. 1934)
- 1885: Velimir Hlebnikov, scriitor rus (d. 1922)
- 1888: Jean Monnet, om politic francez, primul președinte al Comisiei Europene (CECO), „Părintele Europei” (d. 1979)
- 1897: Ronald George Wreyford Norrish, chimist englez, laureat al Premiului Nobel pentru chimie (1967), (d. 1978)
- 1899: Gheorghe Ștefan, istoric și arheolog român, membru corespondent al Academiei Române (d. 1980)
- 1901: Tivadar Ács, scriitor, jurnalist și istoric maghiar (d. 1974)
- 1907: Louis Ferdinand, Prinț al Prusiei, șef al Casei de Hohenzollern (d. 1994)
- 1908: Lucian Boz, critic literar, eseist, poet și traducător român (d. 2003)
- 1914: Eftimie Luca, arhiepiscop român (d. 2014)
- 1915: André François, grafician și ilustrator de cărți pentru copii francez (d. 2005)
- 1918: Teohar Mihadaș, eseist, poet și prozator român (d. 1996)
- 1922: Mihail Bălănescu, inginer și fizician român (d. 2018)
- 1922: Dorothy Dandridge, actriță, cântăreață și dansatoare americană (d. 1965)
- 1925: Ion Cristoreanu, vocalist (d. 1995)
- 1929: Imre Kertész, scriitor maghiar, laureat al Premiului Nobel (d. 2016)
- 1930: José Águas, fotbalist portughez (d. 2000)
- 1933: Lucian Pintilie, regizor român de teatru și film (d. 2018)
- 1934: Carl Sagan, astronom și scriitor american (d. 1996)
- 1937: Cliff Bole, regizor americano-canadian (d. 2014)
- 1937: Paul Rezeanu, istoric și critic de artă român (d. 2021)
- 1939: Suimenkul Ciokmorov, actor de film sovietic de origine kirghiză (d. 1992)
- 1941: Tom Fogerty, cântăreț, compozitor și chitarist american (Creedence Clearwater Revival) (d. 1990)

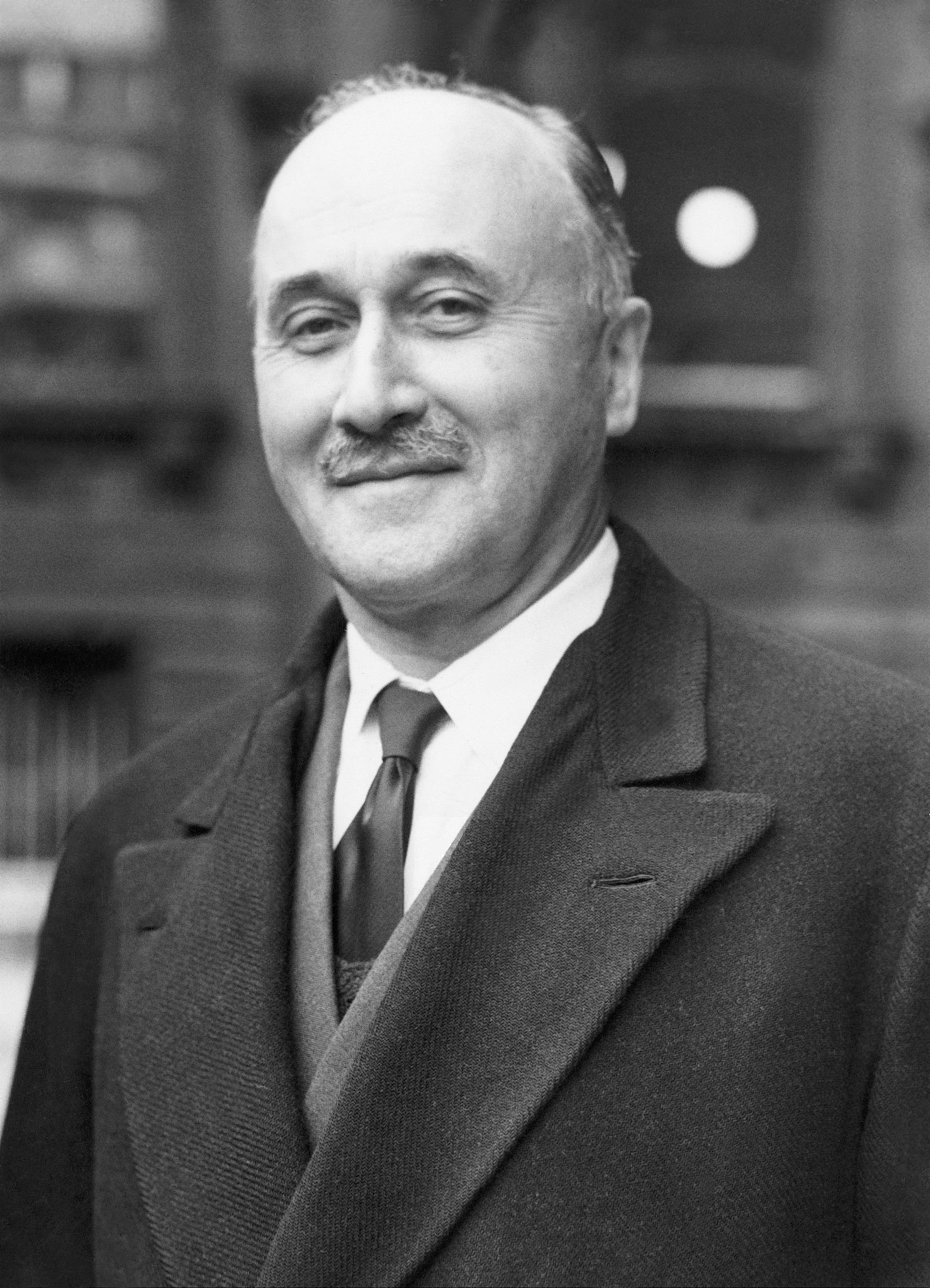
Jean Monnet, om politic francez, „Părintele Europei”
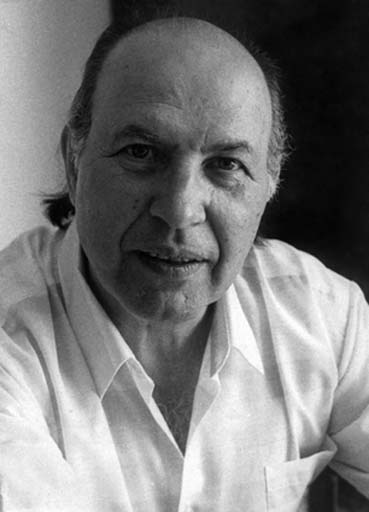
Imre Kertész, scriitor maghiar, laureat Nobel
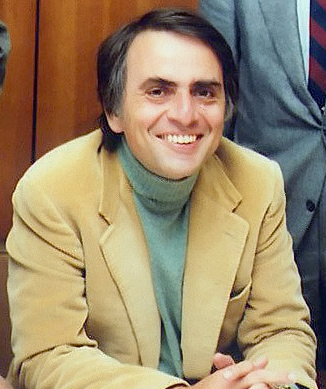
Carl Sagan, astronom și scriitor american

- 1952: Jack Szostak, biolog american de origine engleză, laureat al Premiului Nobel pentru medicină (2009)
- 1954: Aed Carabao, actor și cântăreț thailandez
- 1960: Andreas Brehme, fotbalist german (d. 2024)
- 1961: Mihail Gavril, pictor român
- 1963: Biagio Antonacci, cântăreț și textier italian
- 1964: Nicolae Păun, politician român de etnie rromă
- 1970: Theo Anghel, scriitoare română de fantasy
- 1973: Éric Boullier, inginer și manager francez de curse auto
- 1974: Giovanna Mezzogiorno, actriță italiană
- 1983: Andrey Nazário Afonso, fotbalist brazilian
- 1984: Delta Goodrem, cântăreață australiană
- 1987: Jaqueline Anastácio, handbalistă braziliană
- 1990: Romain Bardet, ciclist francez
- 1999: Karol Sevilla, actriță și cântăreață mexicană

## Decese
- 0959: Constantin al VII-lea, împărat bizantin (n. 905)
- 1148: Ari Þorgilsson, primul istoric islandez (n. 1067)
- 1686: Louis Armand I, Prinț de Conti (n. 1661)
- 1799: Juliane de Hesse-Philippsthal, contesă și regentă de Schaumburg-Lippe (n. 1761)
- 1916: Ioan Dragalina, general român (n. 1860)
- 1918: Guillaume Apollinaire, poet, scriitor francez (n.  1880)

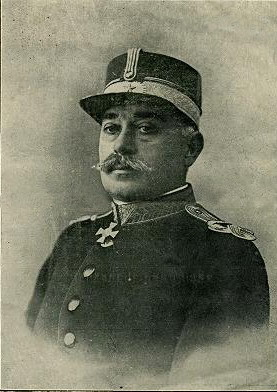
Ioan Dragalina, general român
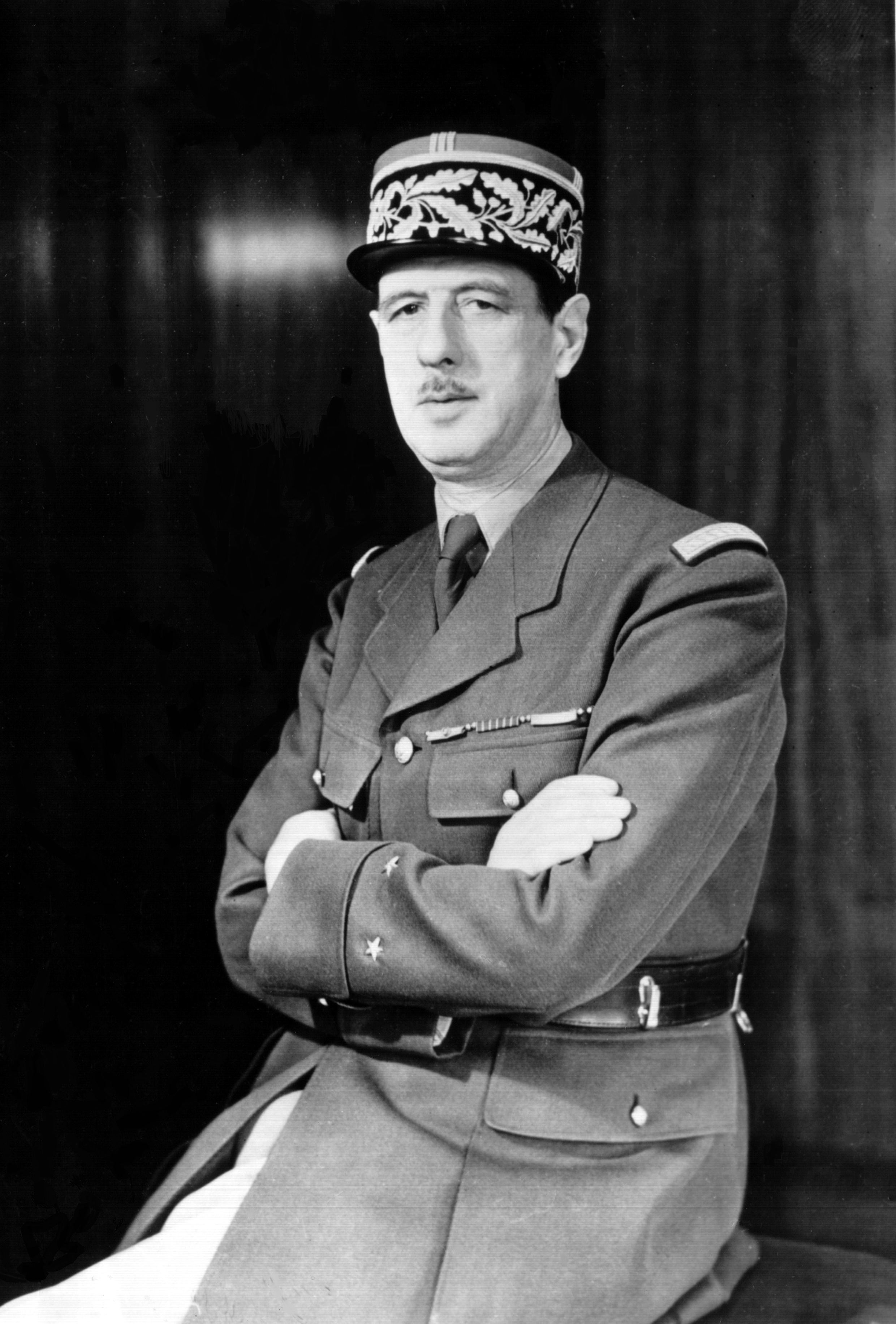
Charles de Gaulle, președinte al Franței
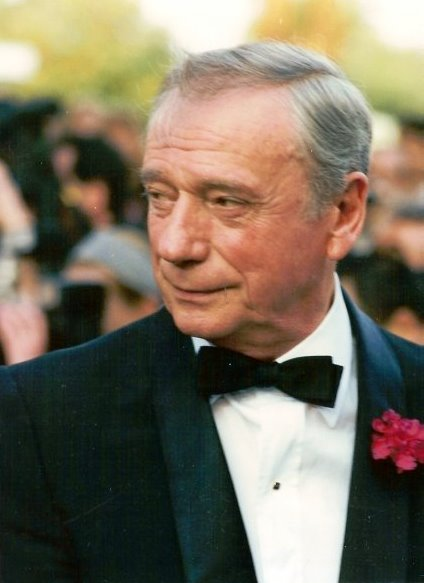
Yves Montand, actor francez

- 1937: Ramsay MacDonald, politician scoțian, prim–ministru al Marii Britanii (n. 1866)
- 1940: Arthur Neville Chamberlain, politician englez, prim–ministru al Marii Britanii (n. 1869)
- 1943: Marele Duce Boris Vladimirovici al Rusiei (n. 1877)
- 1952: Chaim Weizmann, primul președinte al statului Israel (n. 1874)
- 1952: Haim Weizmann, om politic israelian  (n. 1874)
- 1953: Dylan Thomas, poet englez (n. 1914)
- 1970: Charles de Gaulle, general și politician francez, președinte al Franței (n. 1890)
- 1991: Yves Montand, actor francez (n. 1921)
- 2003: Art Carney, actor american (n. 1918)
- 2004: Stieg Larsson, jurnalist și scriitor suedez de romane polițiste (n. 1954)
- 2012: Iurie Darie, actor român (n. 1929)
- 2024: Ram Narayan, muzician indian (n. 1927)

## Sărbători
- Sf. Mucenici Claudiu, Castor, Sempronian si Nicostrat; Sf. Mucenici Onisifor si Porfirie si Sf. Nectarie al Pentapolei (calendarul ortodox si greco-catolic)
- Ziua Independenței în Cambodgia (1953)
- Ziua Internațională de luptă împotriva rasismului și antisemitismului